# Tatsuya Endo
Tatsuya Endo (en japonès: 遠藤 達哉, en hepburn: Endō Tatsuya, nascut el 23 de juliol de 1980) és un artista de manga japonès. És sobretot conegut per haver creat les sèries de manga Tista (ティスタ,Tisuta), Blade of the Moon Princess (月華美刃, Gekka Bijin) i Spy × Family, entre altres obres. Aquest darrer treball s'ha serialitzat a la revista Shōnen Jump+ des del 2019 i comptava amb més de 35 milions de còpies en circulació fins al març de 2024, fet que la converteix en una de les sèries de manga més venudes de tots els temps. Els seus altres treballs han estat publicats en diverses revistes de Jump.

## Infància i joventut
Des de petit, Endo aspirava a convertir-se en artista de manga. La seva família estava formada per un pare i un germà. Els seus actors i actrius preferits són Bruce Lee, Hiroshi Abe, Meg Ryan i Audrey Tautou. Els seus artistes de manga preferits són Akira Toriyama, Hiroyuki Nishimori i Minetarō Mochizuki. Les seves aficions inclouen l'esquí, el bàsquet i els jocs de pilota basats en raquetes.

## Interessos
En el seu temps lliure, s'inspira en diverses sèries de televisió. En una entrevista va esmentar que s'havia inspirat en les sèries "Under the Dome" i "Cukur". També va donar informació sobre els seus actors preferits, Aras Bulut Iynemli i Alexander Coch.

## Carrera
Endo va treballar com a assistent per a les sèries de manga Blue Exorcist, Fire Punch i Attack on Titan. Va ser mentor dels artistes de manga Yasuhiro Kanō i Yoshiyuki Nishi. Tal com molts artistes de manga, Endo va començar la seva carrera creant one-shots. Algunes d'aquestes històries puntuals tindrien influències en el seu manga posterior. Després d'acabar Tista i Blade of the Moon Princess per a la revista Jump Square i acabar tres one-shots amb l'editor Shihei Lin, amb qui Endo havia conegut i treballat durant més de 10 anys, ambdós van començar a planificar una sèrie per a Shōnen Jump+. Per a aquest manga, Lin volia combinar el que segons ell eren els punts més forts dels anteriors treballs d'Endo; Rengoku no Ashe, Ishi ni Usubeni, Tetsu ni Hoshi i I Spy, sorgint així Spy × Family. Lin va afirmar que la recepció de Spy × Family al seu departament editorial va ser tan bona que la serialització "pràcticament es va decidir" abans que tingués lloc la reunió oficial. A partir de 2019 Spy × Family passaria a formar part dels deu mangues més populars del seu lloc web. El 2022 es va convertir en un dels animes més populars.

### Premis
- Spy × Family
  - 2019: 1r en la categoria de manga web dels Next Manga Awards.[7]
  - 2020: Guanyador del 4t Premi de Còmic TSUTAYA.[8]

## Estil
Al començament de la seva carrera, Endo va publicar històries madures. Això és especialment cert per als seus primers títols Tista i Rengoku no Ashe, que tracten sobre un assassí en sèrie i la caça de bruixes, respectivament. Després de treballar en tant manga amb tons foscos, el seu editor, Shihei Lin, va animar a Endo a fer un manga més "brillant i alegre". El one-shot resultant, I Spy, es podria veure com una peça de transició entre les narracions fosques i brillants d'Endo, ja que incorpora els temes madurs dels seus primers treballs tot i que segueix sent un "títol alegre" com havia suggerit Lin. El seu treball a Spy × Family és el primer que es desvia completament cap al que es considera més un manga alegre.
El seu editor afirma que a Endo li agrada pensar en tots els detalls d'una trama. Quan se li proposa una idea per a la seva història, Endo identifica ràpidament qualsevol mena de contradicció. Això, juntament amb la seva necessitat de crear personatges profunds i ben pensats, l'ha empès a explicar històries que mostren un canvi positiu o negatiu de l'estat psicològic dels seus personatges. Endo sempre busca millorar la qualitat del seu treball, de manera que llegeix molts mangues, novel·les i llibres.

## Obres

### Manga
| Nom                                                          | Format   | Any       | Serializació       | Notes                                  |
| ------------------------------------------------------------ | -------- | --------- | ------------------ | -------------------------------------- |
| Seibu Yūgi (西部遊戯)                                        | One-shot | 2000      | Jump Next!         |                                        |
| Blade of the Moon Princess (月華美刃)                        | One-shot | 2000      | Weekly Shōnen Jump | nr. #51                                |
| Witch Craze                                                  | One-shot | 2001      | Weekly Shōnen Jump | nr. #21–22                             |
| PMG-0                                                        | One-shot | 2004      | Weekly Shōnen Jump | nr. #24                                |
| Tista                                                        | Serial   | 2007–2008 | Jump SQ            |                                        |
| Shihō Yūgi: Endō Tatsuya Tanpenshū (四方遊戯 遠藤達哉短編集) | Volume   | 2008      | Shueisha           | Una compilació d'històries curtes      |
| Blade of the Moon Princess (月華美刃)                        | Serial   | 2010–2012 | Jump SQ            |                                        |
| Rengoku no Ashe (煉獄のアーシェ)                             | One-shot | 2014      | Jump SQ            |                                        |
| Ishi ni Usubeni, Tetsu ni Hoshi (石に薄紅、鉄に星)           | One-shot | 2017      | Jump SQ            |                                        |
| I Spy                                                        | One-shot | 2018      | Jump SQ            |                                        |
| Spy × Family                                                 | Serial   | 2019      | Shōnen Jump+       | Distribït fora del Japó per Manga Plus |

### Com a il·lustrador
| Nom                                                     | Format   | Any  | Autor                         | Serialització       |
| ------------------------------------------------------- | -------- | ---- | ----------------------------- | ------------------- |
| Rooftop Detective-Octane (屋上探偵(オクタン))           | One-shot | 2006 | Tomohito Ohsaki (大崎 知仁)   | Salta la revolució! |
| Yamamoto-kun's Distress (山本くんの怪難 北陸魔境勤労記) | Llibre   | 2011 | Hinako Suzumeno (雀野 日名子) | Media Factory       |
| Kuroniko the Exile (流浪刑のクロニコ)                   | Llibre   | 2013 | Takahiro Kanno (菅野 隆宏)    | Shueisha            |